# 피라칸타

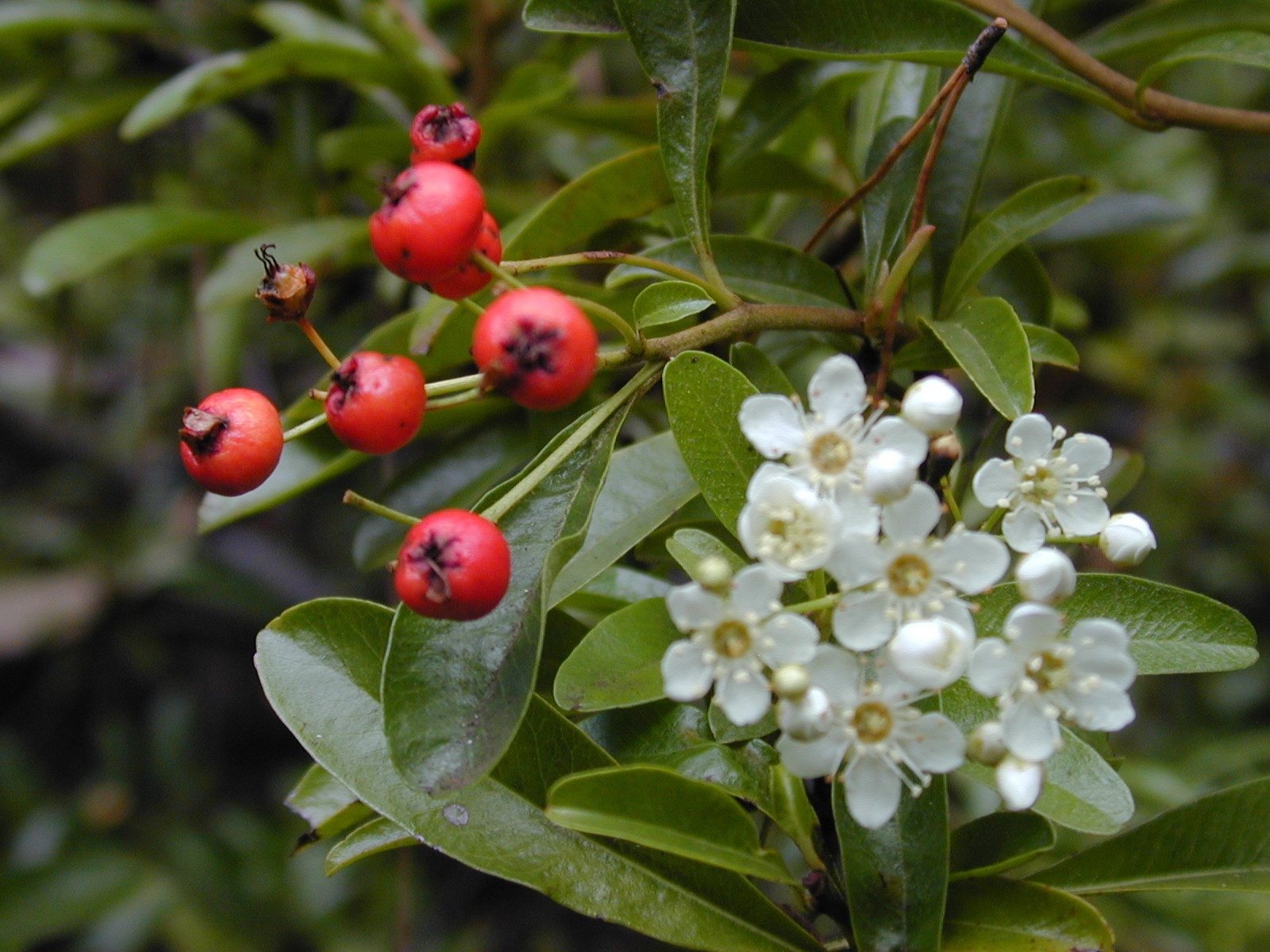

피라칸타는 장미과의 식물이다. 꽃은 흰색이며 작고 둥근 이과를 만들어낸다. 열매의 색깔은 주황색, 빨간색이다. 잎은 어긋나고 줄모양 타원형이다.